# Josh Stamberg
Josh Stamberg, właściwie Joshua Collins Stamberg (ur. 4 stycznia 1970 roku w Waszyngtonie) – amerykański aktor telewizyjny.

## Wybrana filmografia

### Filmy fabularne
- 2001: Kate i Leopold jako Colleague Bob
- 2005: Facet z ogłoszenia (Must Love Dogs) jako Lennie
- 2010: Legion jako Burton
- 2011: J. Edgar jako agent Stokes

### Seriale TV
- 1998: Seks w wielkim mieście jako Brian
- 2002: CSI: Kryminalne zagadki Miami jako Ben McCadden
- 2003: Detektyw Monk (Monk) jako agent Grooms
- 2003: Sześć stóp pod ziemią jako Sarge
- 2003: Nowojorscy gliniarze jako Chris Dunwoody
- 2004: CSI: Kryminalne zagadki Las Vegas jako dr Tripton
- 2004: Detektyw Monk (Monk) jako agent Grooms
- 2004: Sześć stóp pod ziemią jako Sarge
- 2010: Prawo i porządek jako dr Chris Denardi
- 2009: Magia kłamstwa (Lie to me) jako AUSA Hutchinson
- 2012: Castle jako Martin Danberg
- 2012:Zabójcze umysły jako Mike Acklin
- 2013: W garniturach (Suits) jako Richard Jensen
- 2013-: Parenthood jako Carl